# Salzgitter
Salzgitter är en kreisfri stad i det tyska förbundslandet Niedersachsen med cirka 105 000 invånare, vilket är över gränsen av 100 000 för att definieras som storstad i Tyskland. Salzgitter består av åtskilliga tätorter av vilka Lebenstedt med drygt 20 000 invånare har egentlig stadskaraktär med tät bebyggelse och 3 000 invånare/km².
Salzgitter, som är beläget omkring 20 kilometer sydväst om Braunschweig, ingår i centrala Niedersachsens storstadsområde med 4 miljoner invånare och Hannover, Braunschweig, Göttingen samt Wolfsburg som dominerande städer.  
Genom en sidokanal är Salzgitter anslutet till Mittellandkanalen.

## Historia
Saltutvinning ur salthaltigt källvatten har skett åtminstone sedan 1100-talet. I mitten av 1300-talet utverkade Salzgitter stadsrättigheter, vilka dock förlorades igen på 1520-talet till följd av ett krig mellan bland annat furstbiskopen i Hildesheim och hertigdömet Braunschweig-Wolfenbüttel.
Salzgitter grundades som en kurort för saltbad år 1830.
Fram till 1951 var Salzgitter namnet på den tätort som sedan dess benämnes Salzgitter-Bad, och idag (2010) har 20 000 invånare. 1937 anlades Reichswerke Hermann Göring i Salzgitter, vilket ledde till en omedelbar och kraftig inflyttning, och inkorporering av ett trettiotal närliggande landskommuner. Dessförinnan hade Salzgitter varit en liten småstad med cirka 3 000 invånare.
Fram till 1982 pågick järnmalmsbrytning i Salzgitter. 

## Industri
I Salzgitter har bland annat Volkswagen, MAN AG och Alstom Transport fabriker. En annan stor arbetsgivare är stålkoncernen Salzgitter AG. Även IKEA har verksamhet i Salzgitter.

## Vänorter
Salzgitter har följande vänorter:
- Créteil, Frankrike
- Gotha, Tyskland
- Imatra, Finland
- Staryj Oskol, Ryssland
- Swindon, Storbritannien